# اوتاویو بیانکی
اوتاویو بیانکی (به ایتالیایی: Ottavio Bianchi) بازیکن فوتبال و اهل ایتالیا است 

## تیم ملی
از سال ۱۹۶۶ میلادی عضو تیم ملی فوتبال ایتالیا بوده و در ۲ بازی ملی حضور داشته‌است. او در بازی‌های ملی‌اش گلی به ثمر نرساند.
اوتاویو بیانکی آخرین بازی ملی خود را در سال ۱۹۶۶ میلادی انجام داد.